# Пенязовка (Куликовский район)
Пеня́зовка (укр. Пенязівка) — село Куликовского района Черниговской области Украины. Население 168 человек.
Код КОАТУУ: 7422755101. Почтовый индекс: 16304. Телефонный код: +380 4643.

## Власть
Орган местного самоуправления — Куликовский поселковый совет. Почтовый адрес: 16300, Черниговская обл., Куликовский р-н, пгт Куликовка, ул. Щорса 93, тел. 2-11-75.

## Галерея

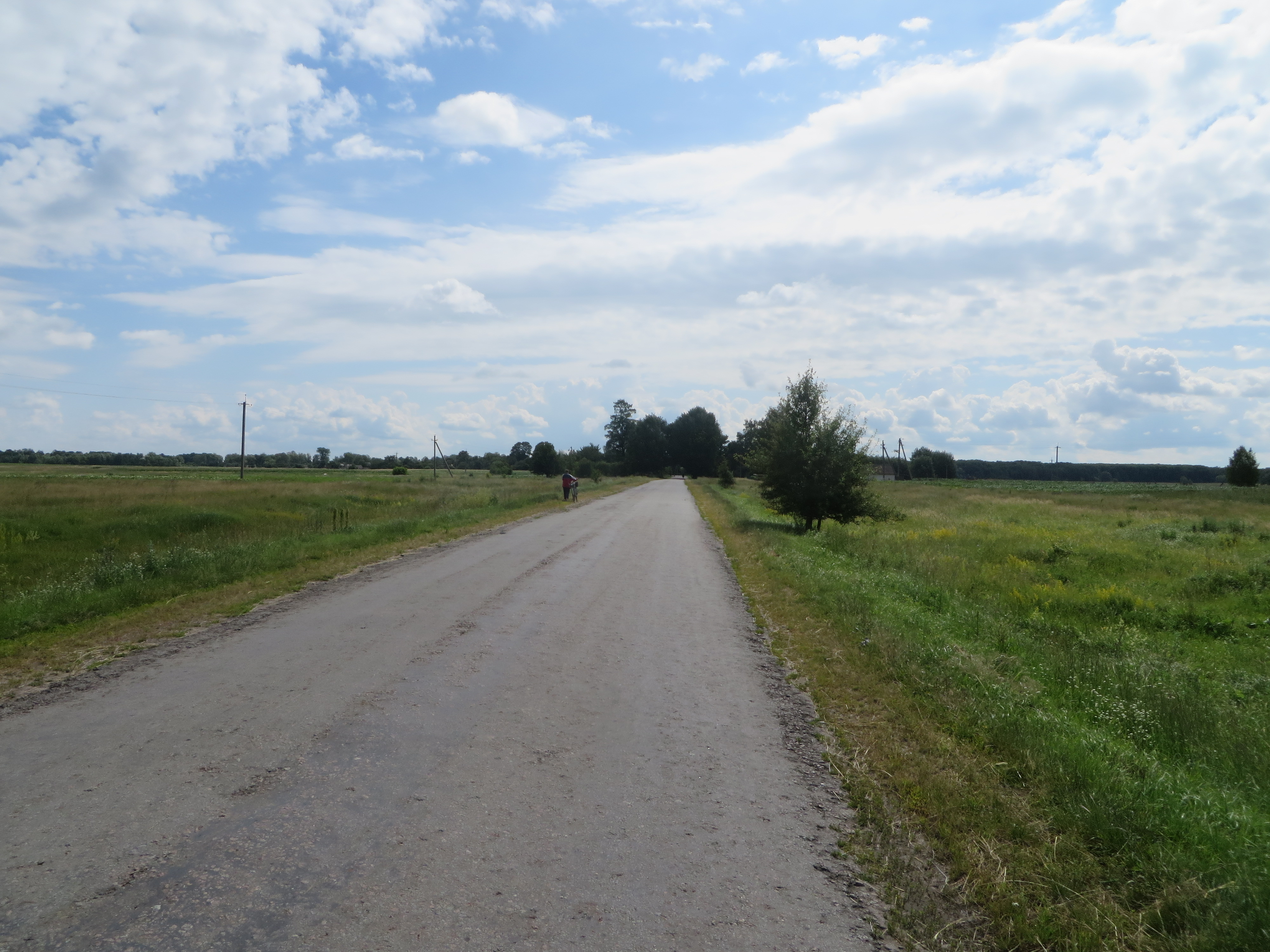
Начало села
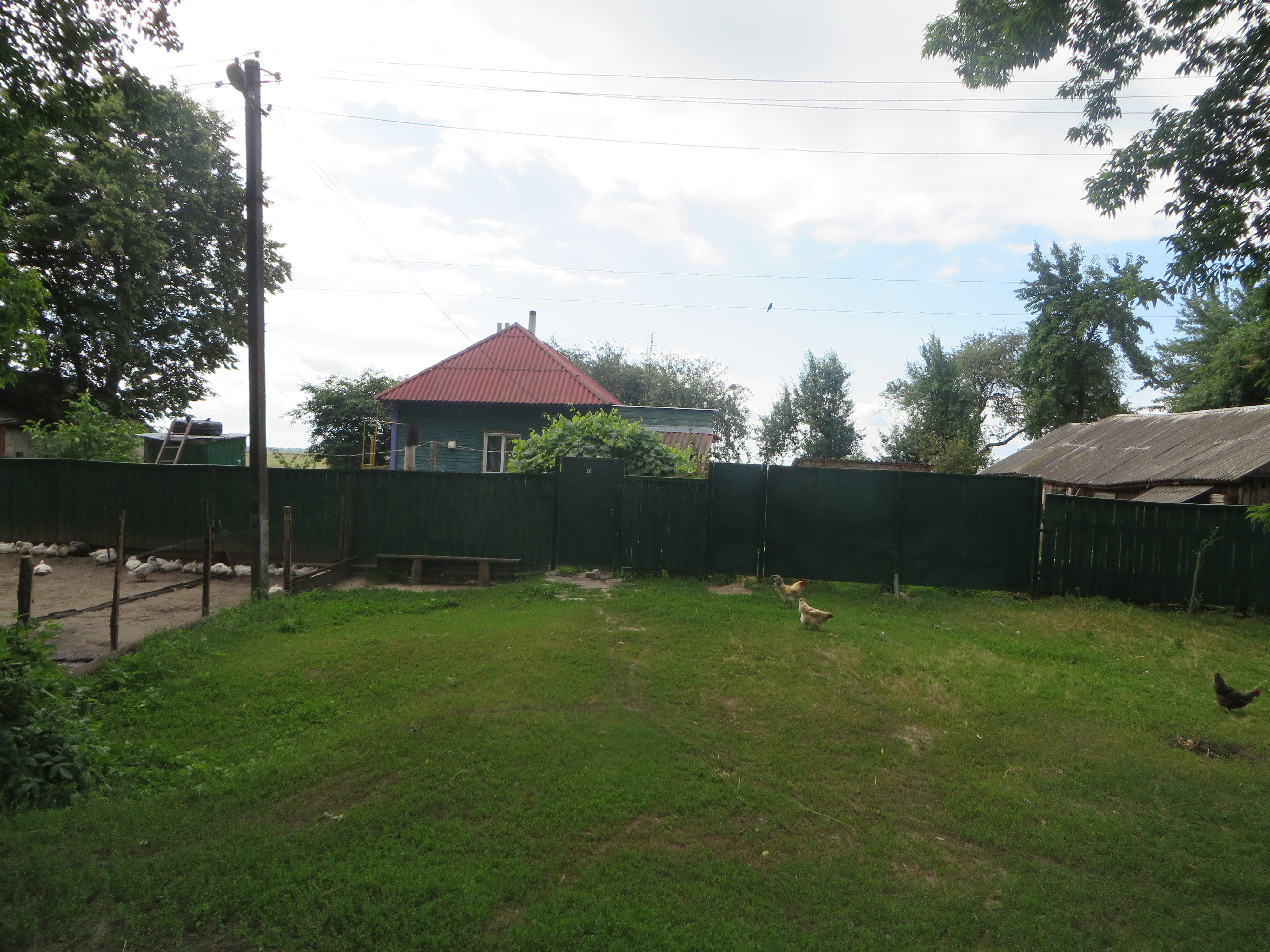
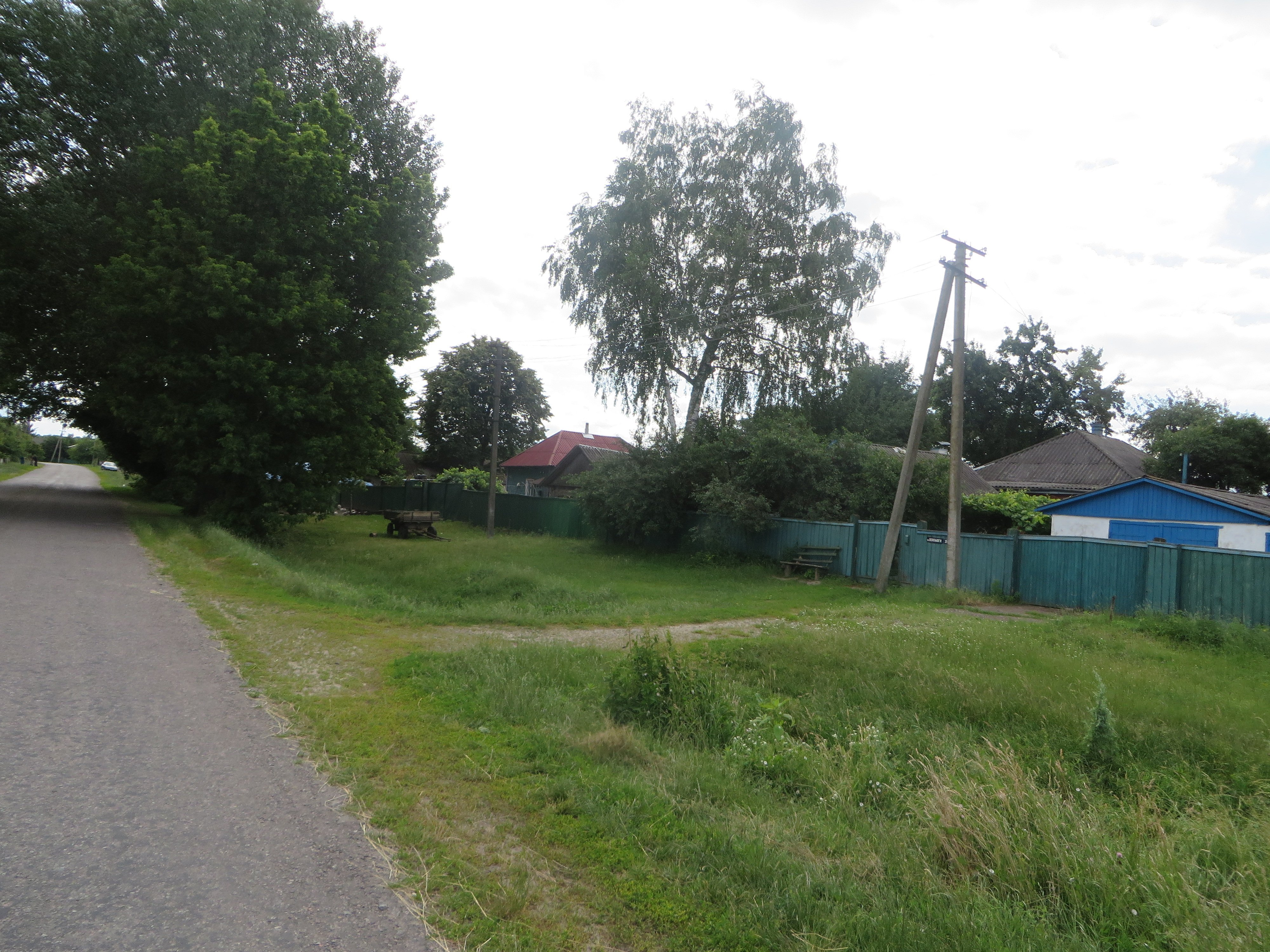
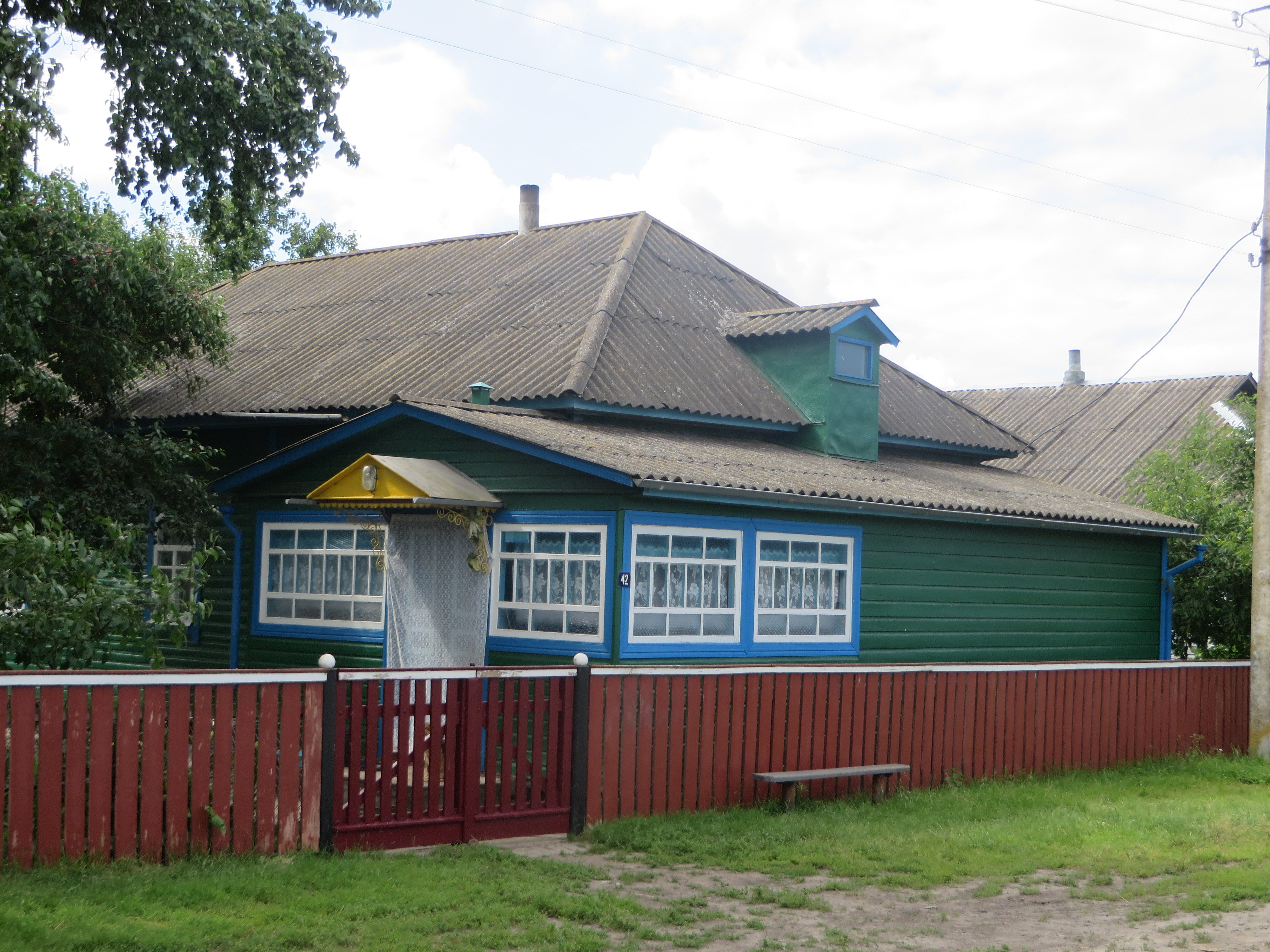
одна из типовы полеских хат
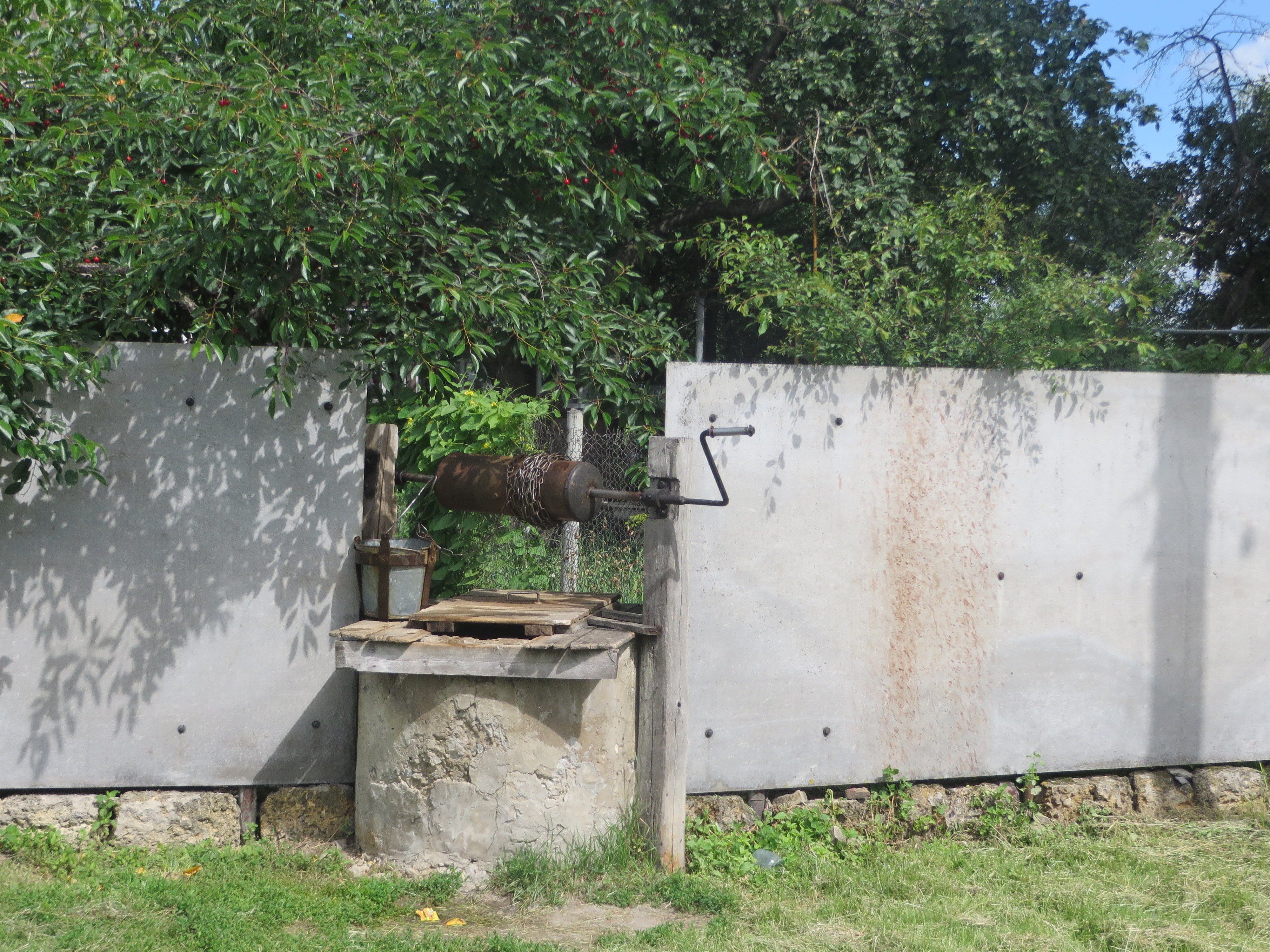
колодец
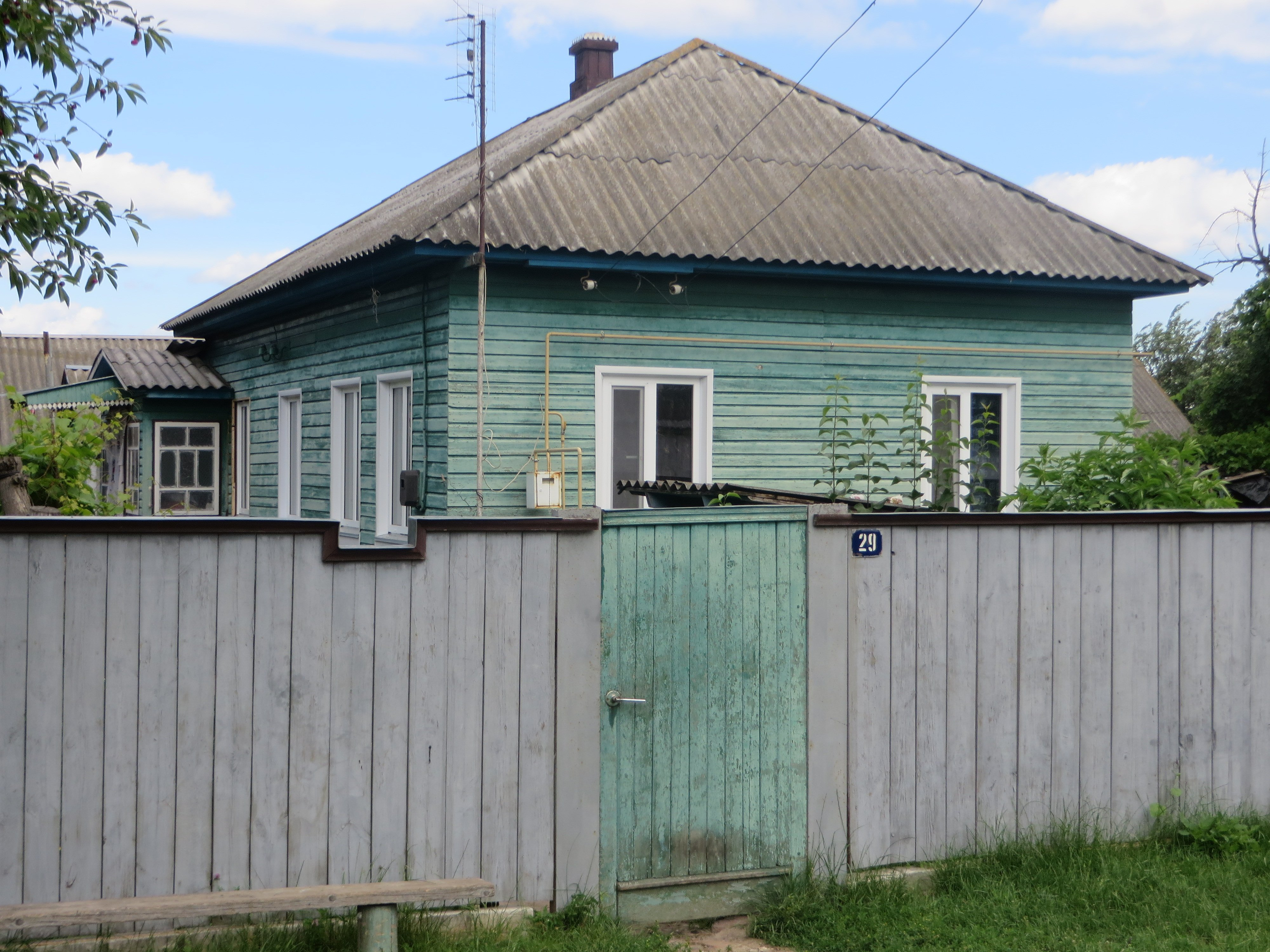
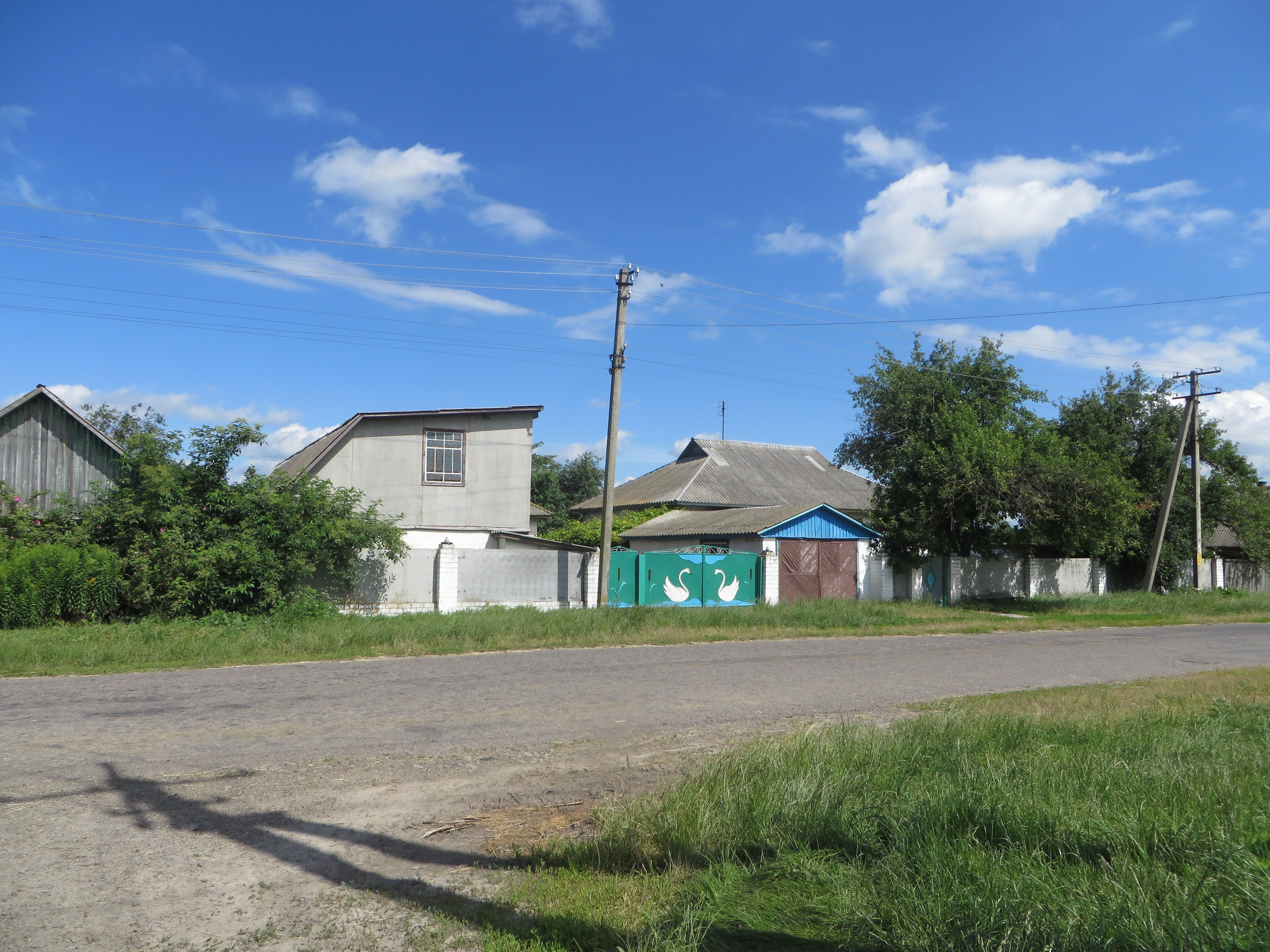
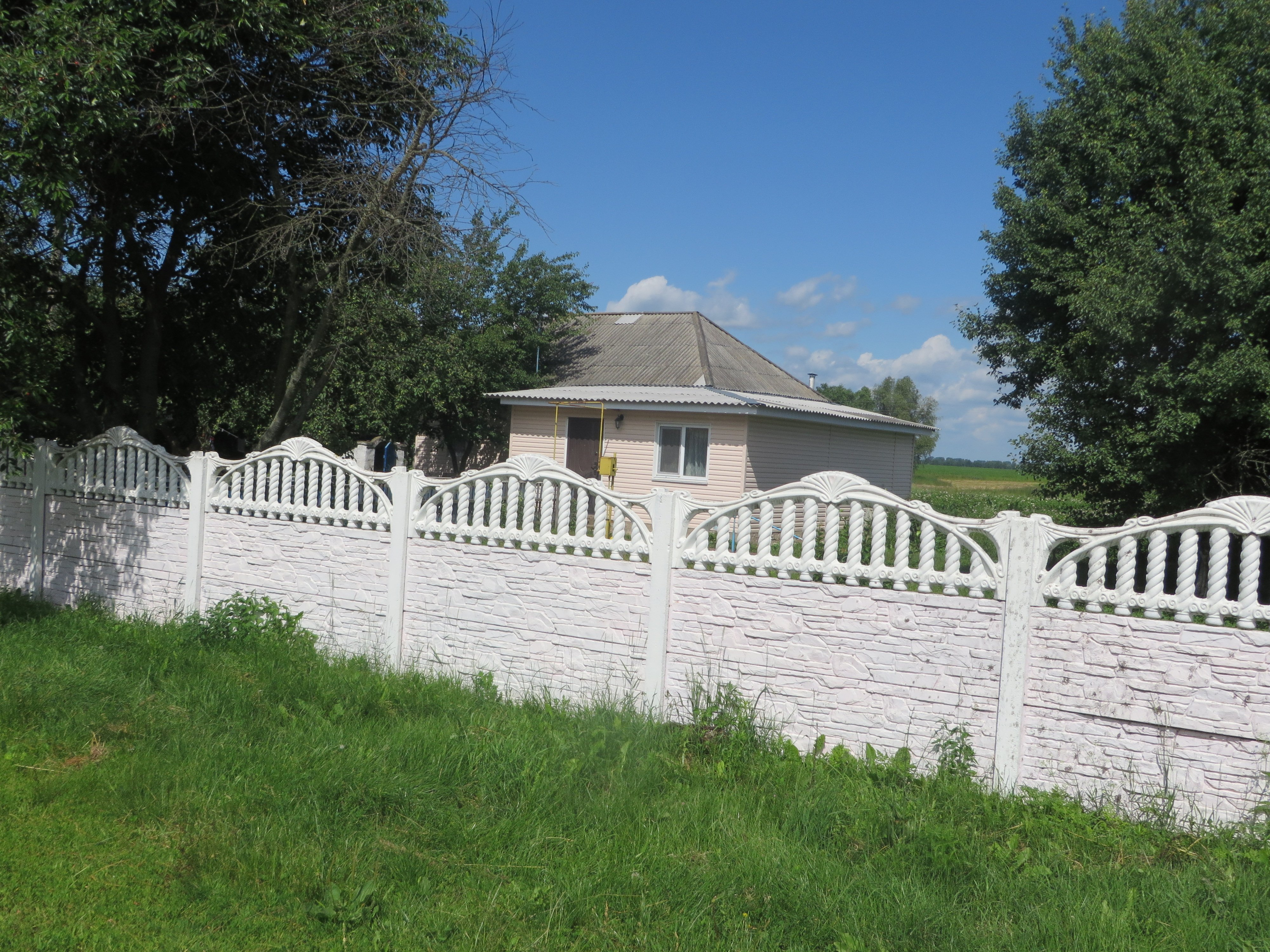
обновленный дом
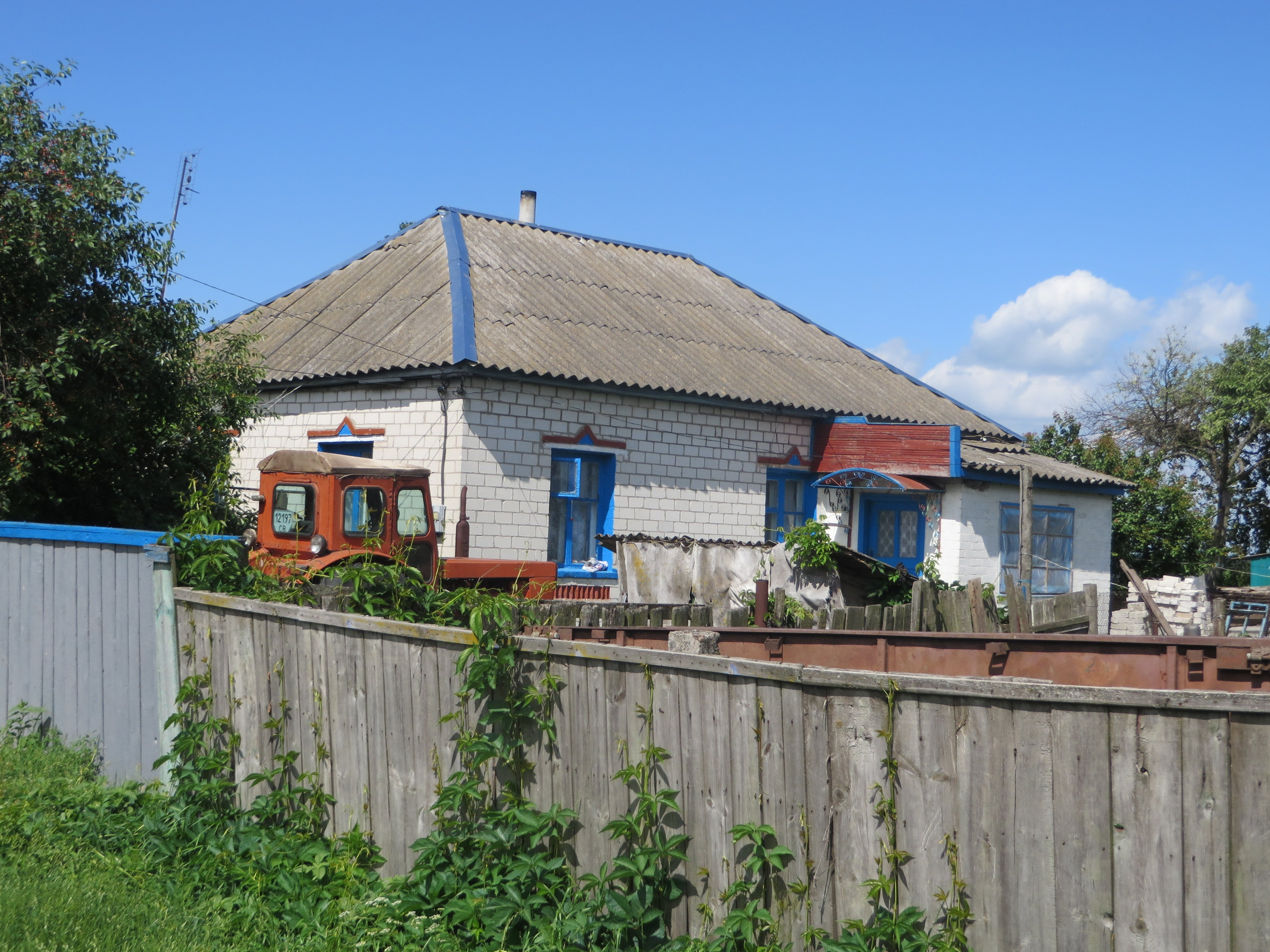
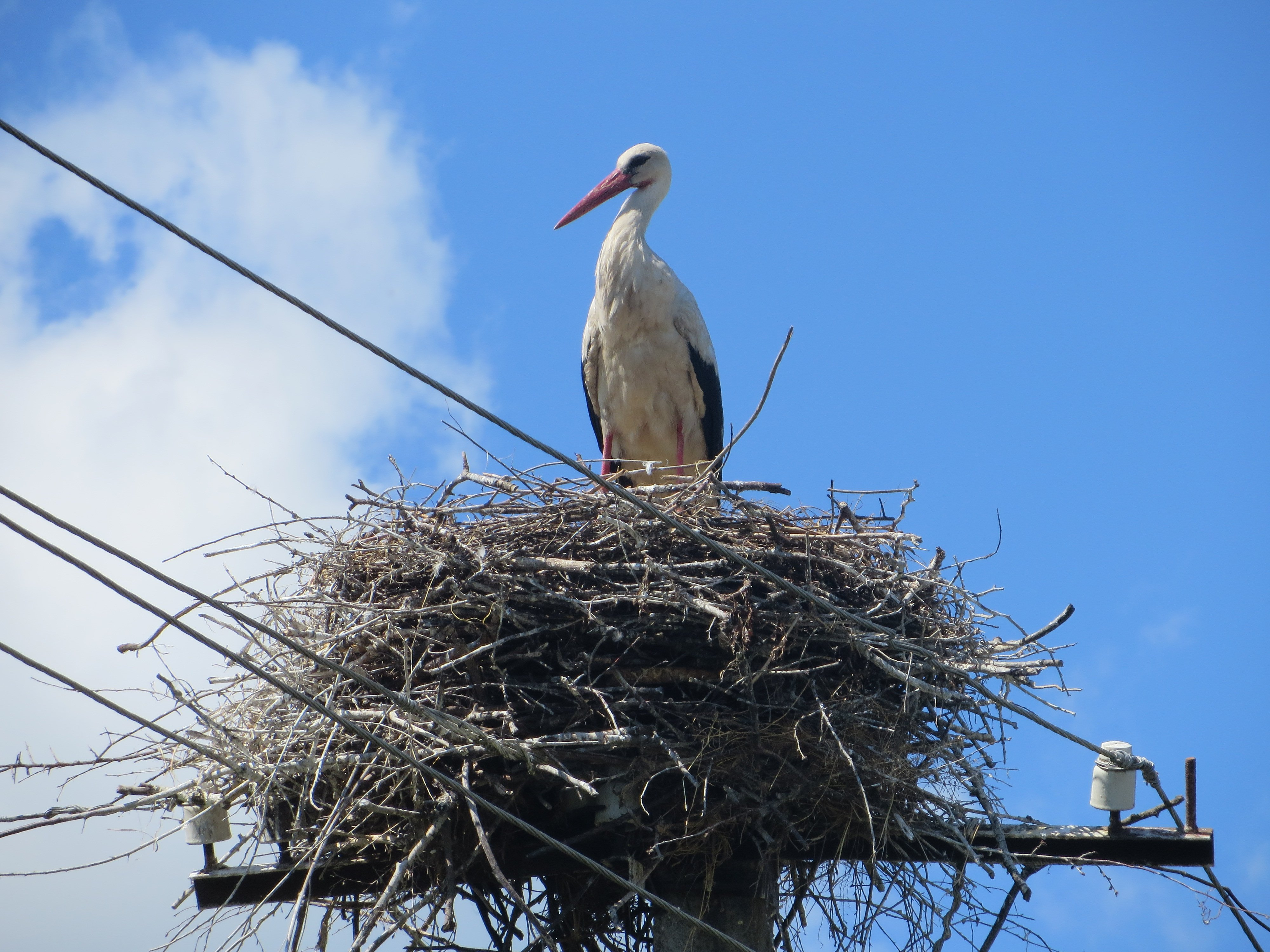
журавль в гнезде
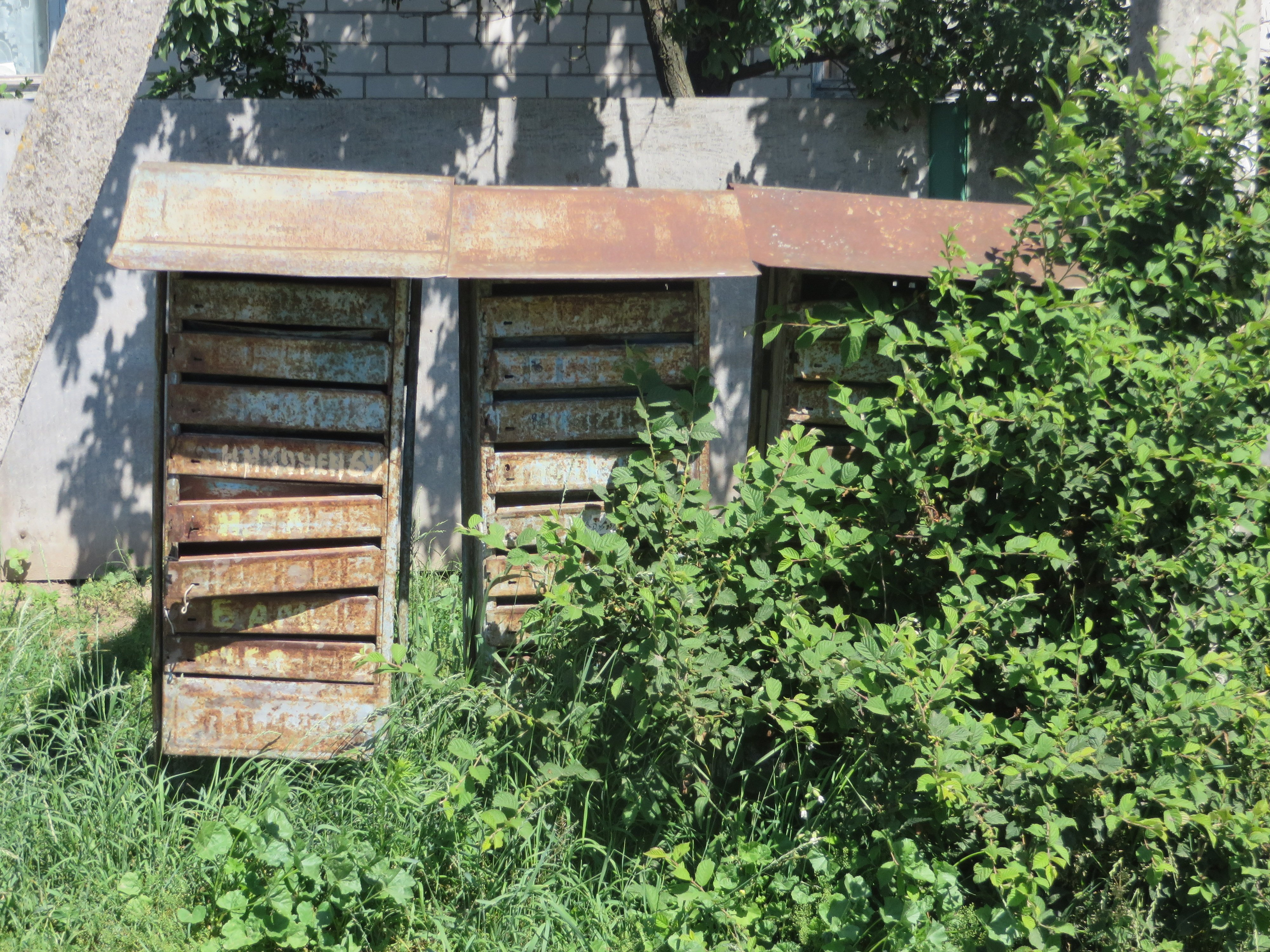
когда-то здесь была почта
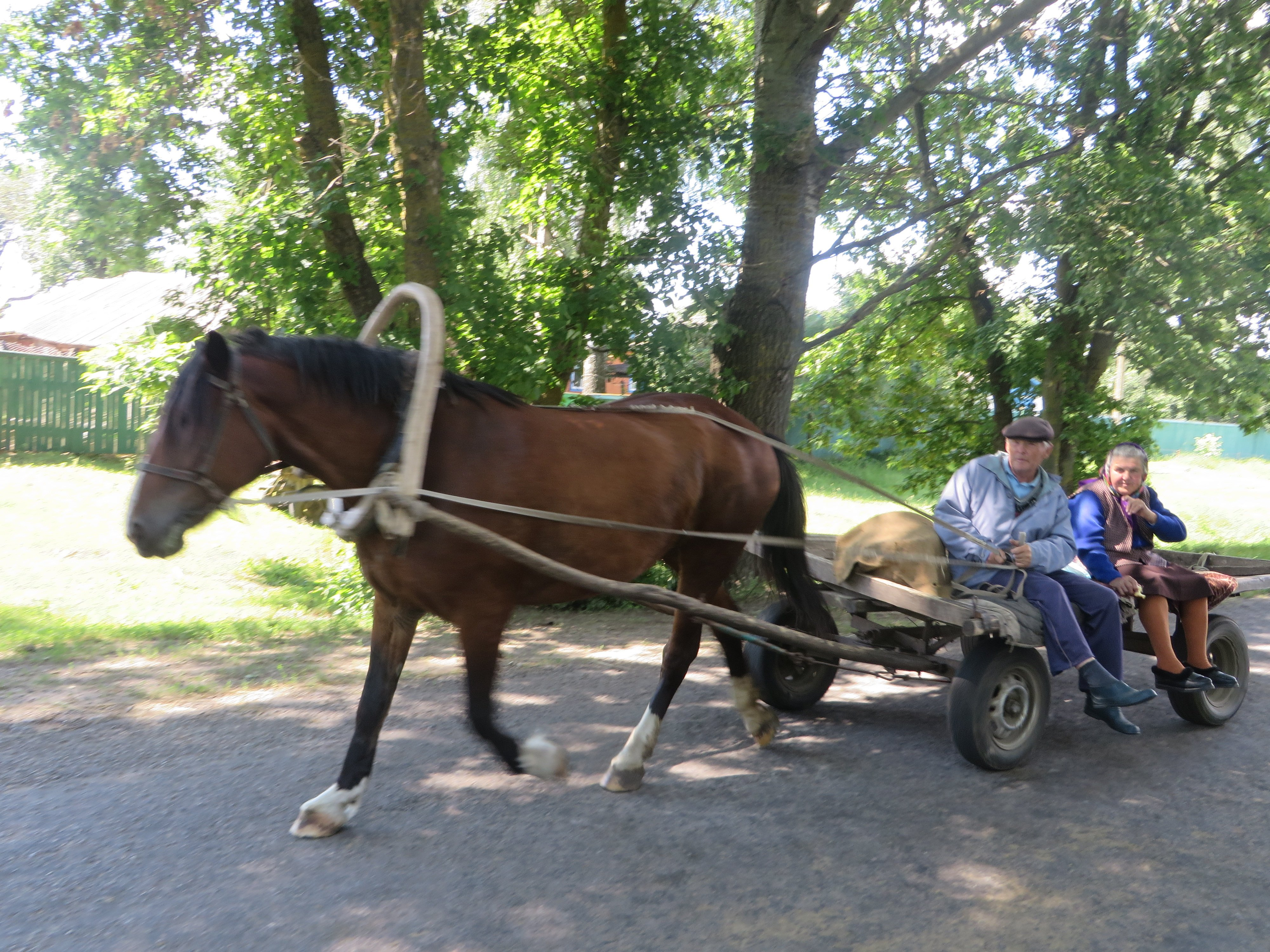
кони еще не перевелись на дорогах села
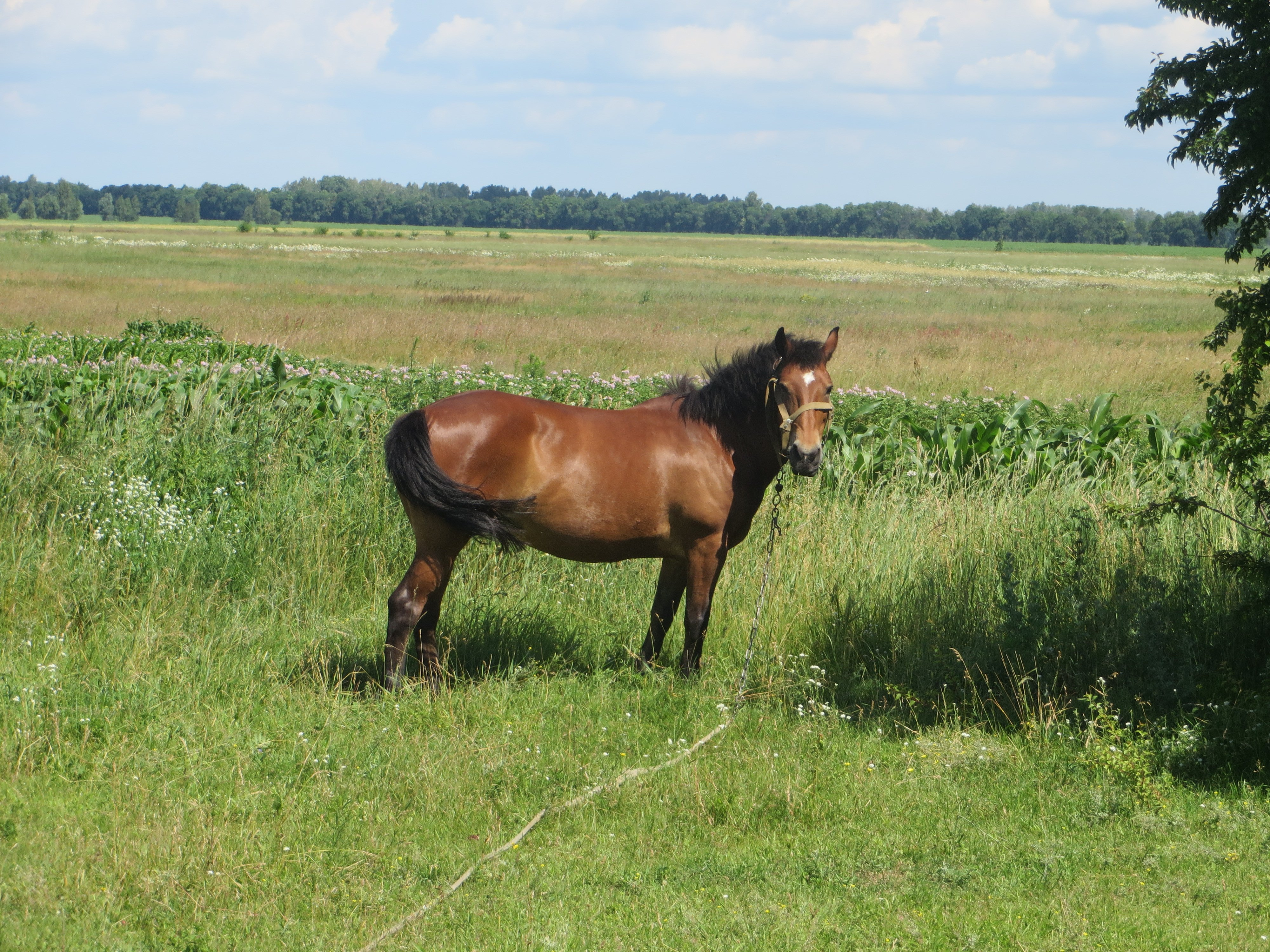
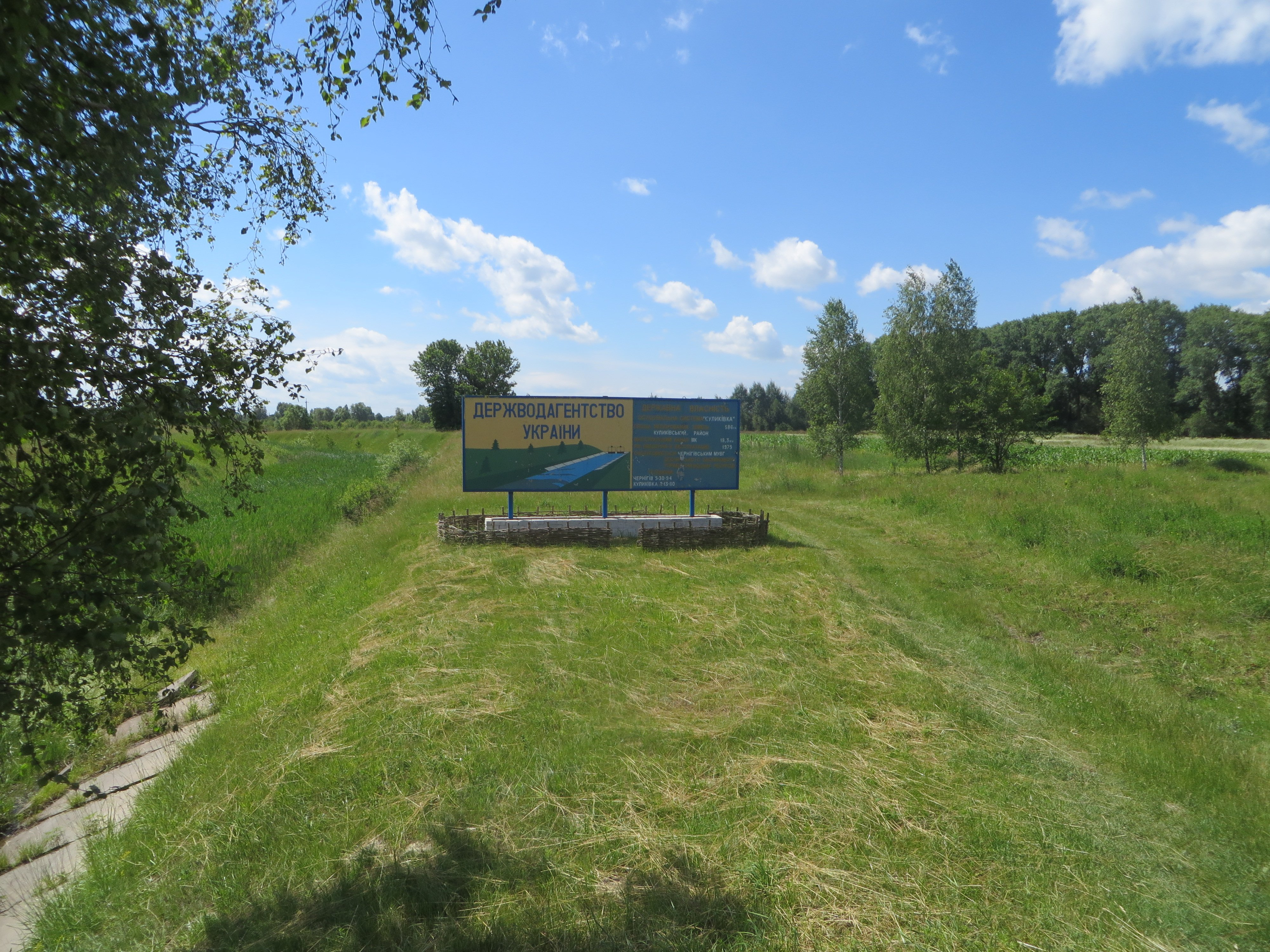
осушительная система возле села
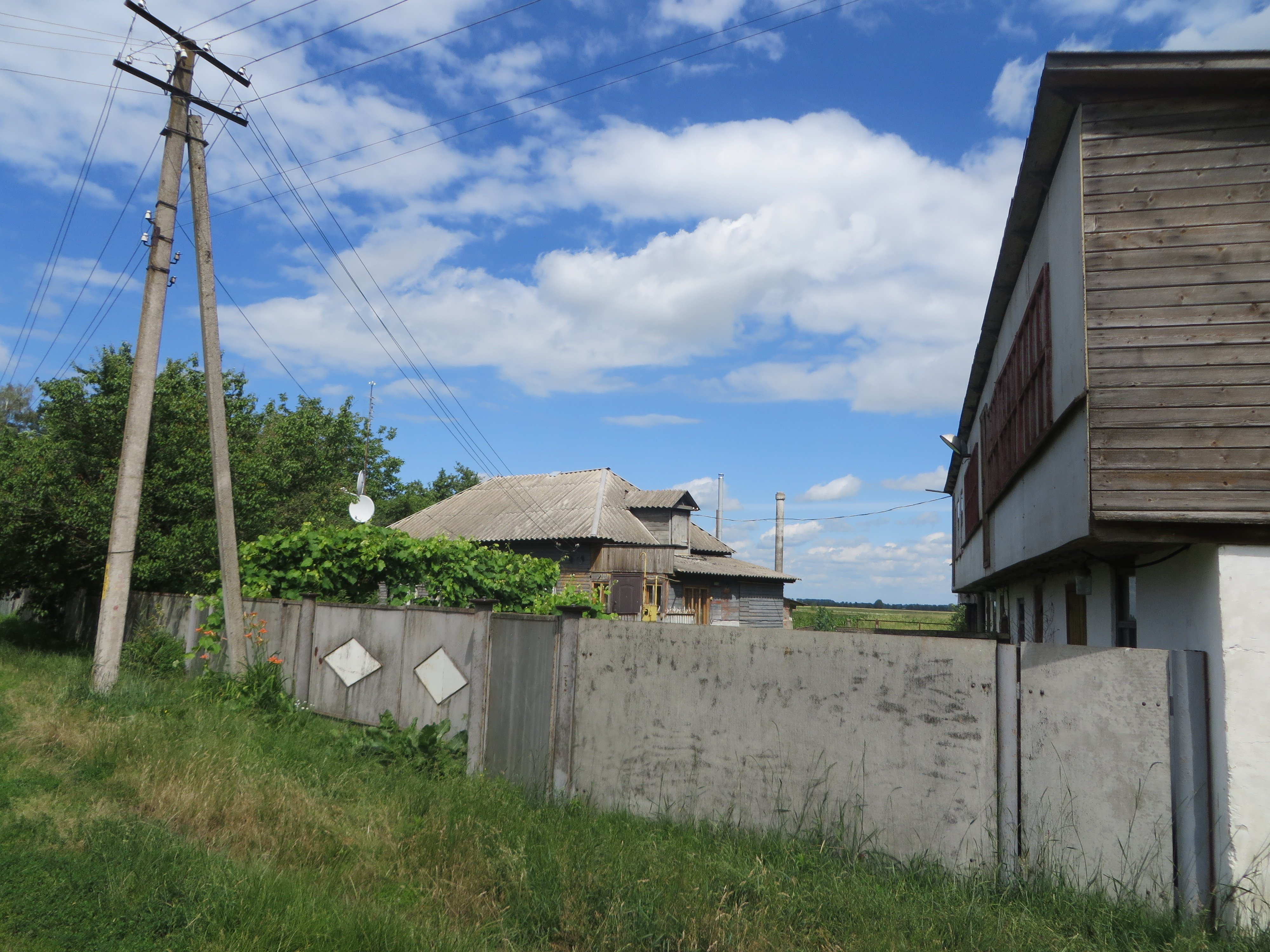
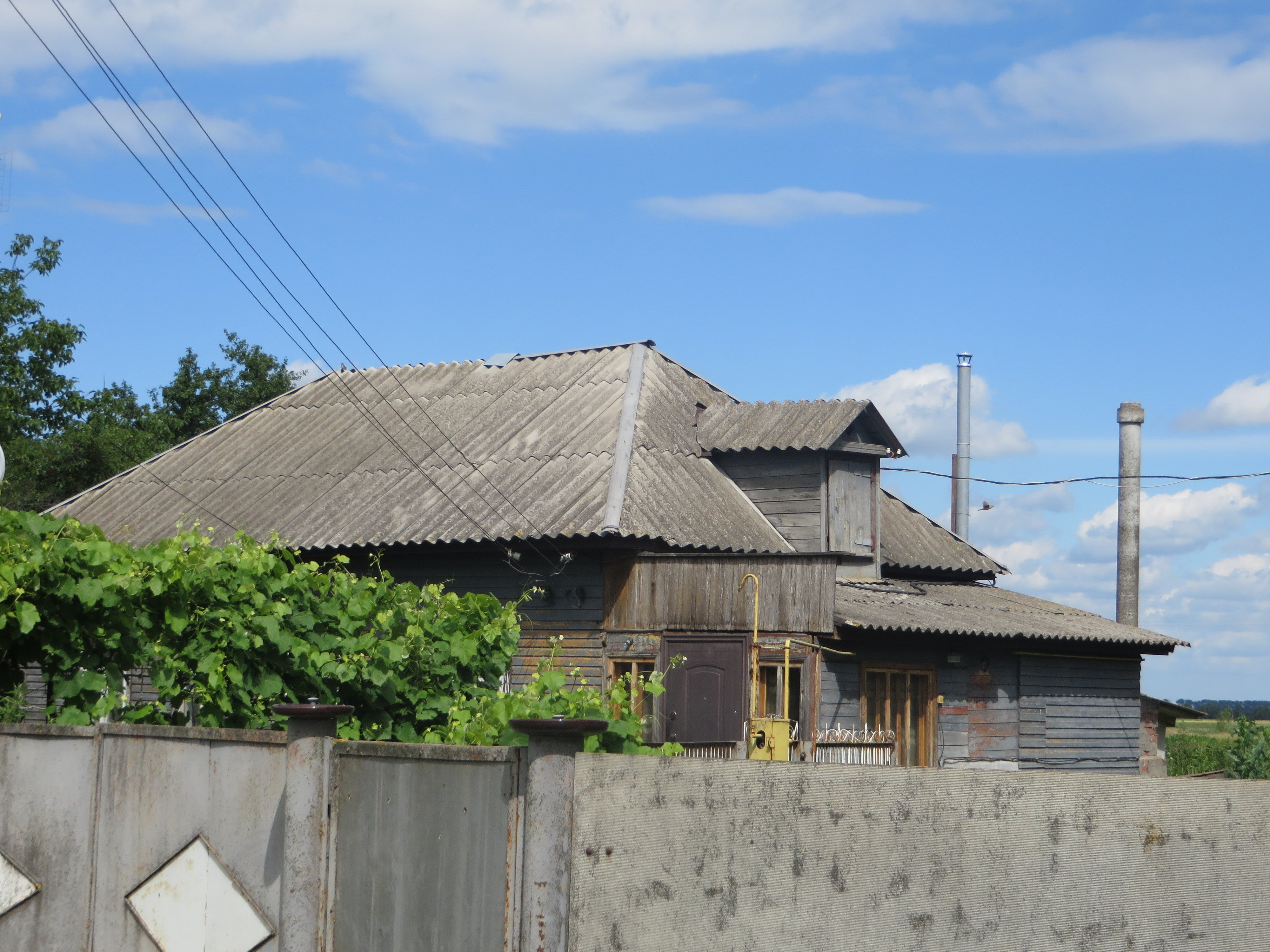
деревянная хата
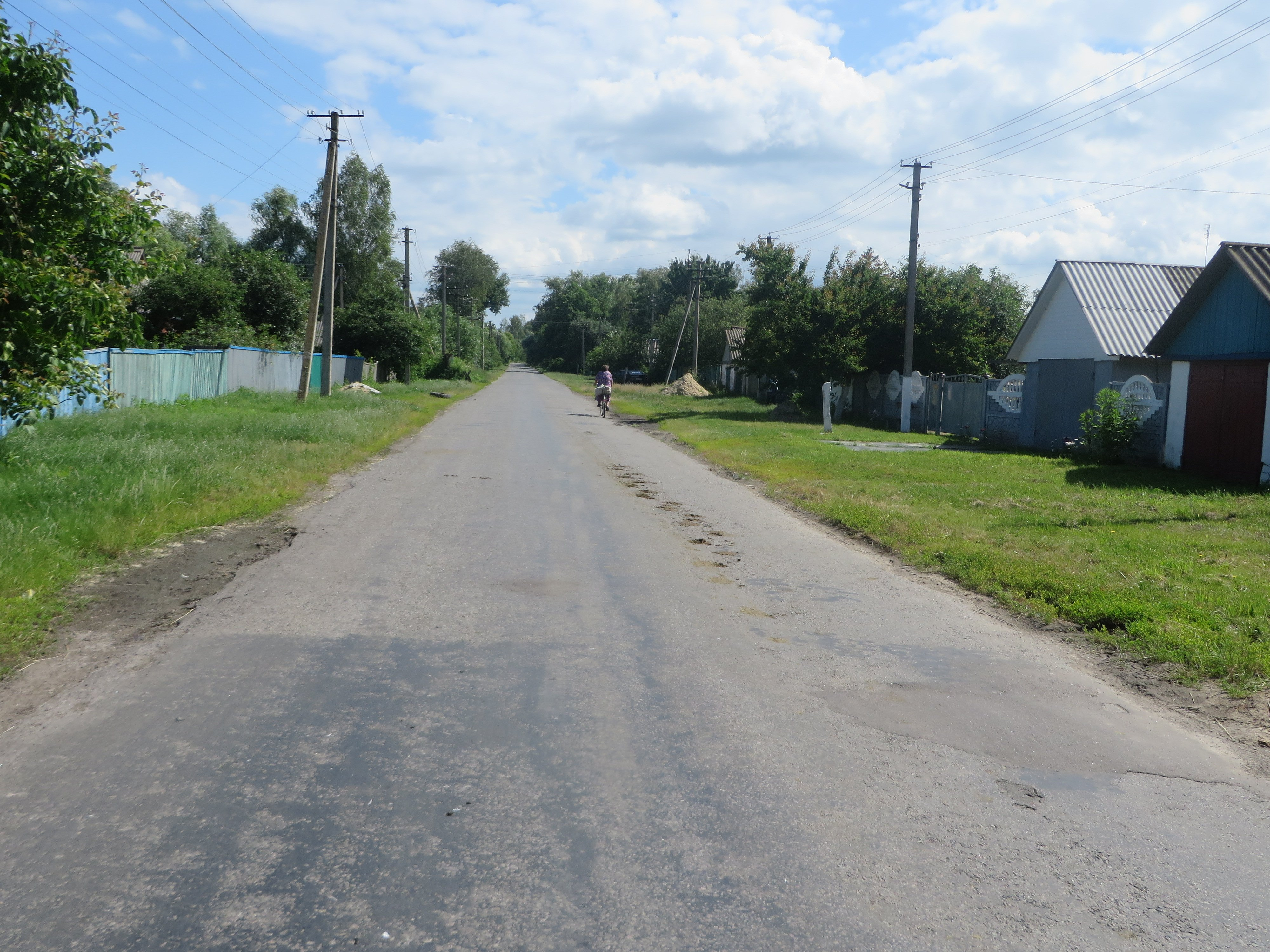
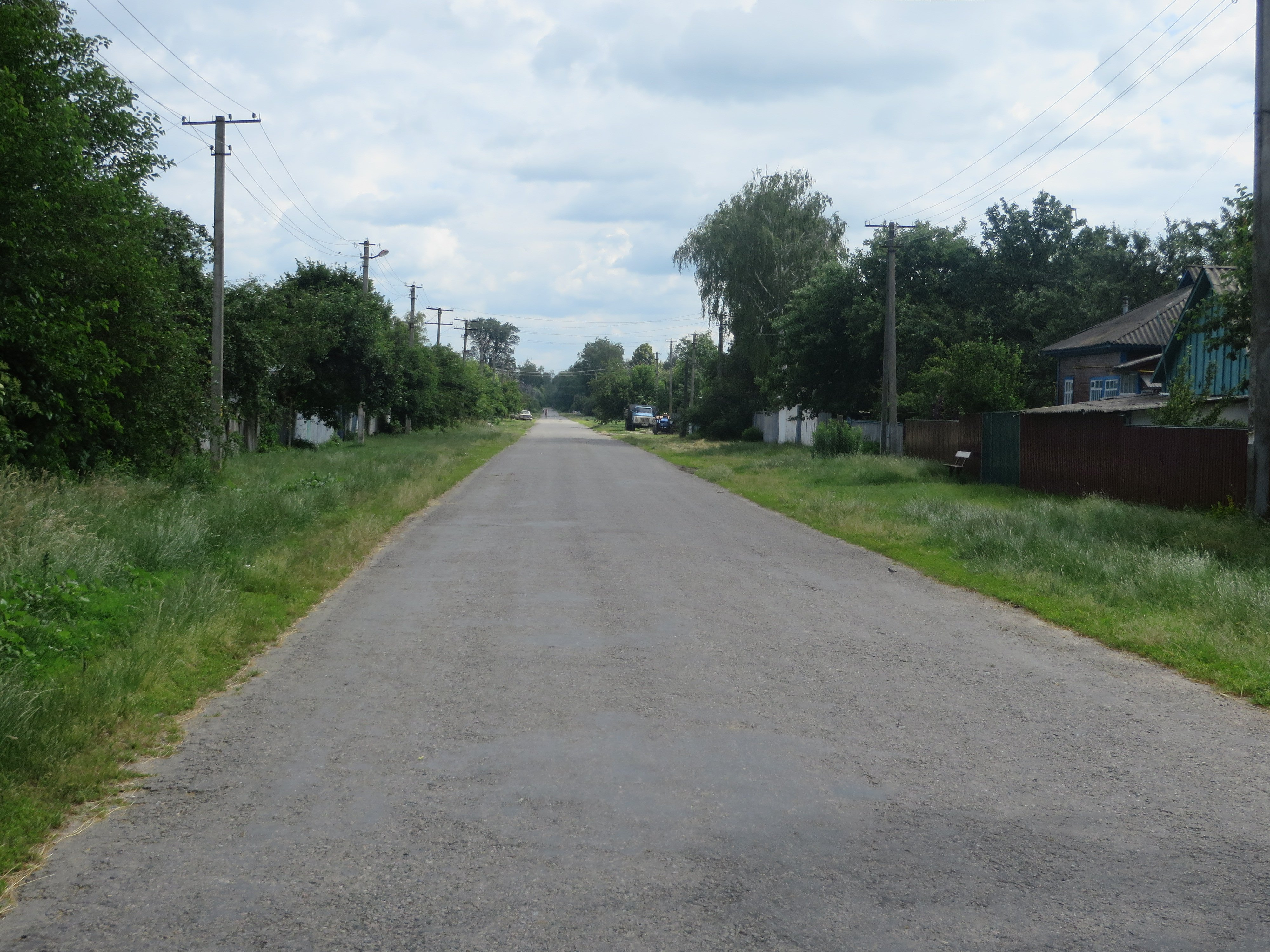
единственная улица села - улица Перемогы
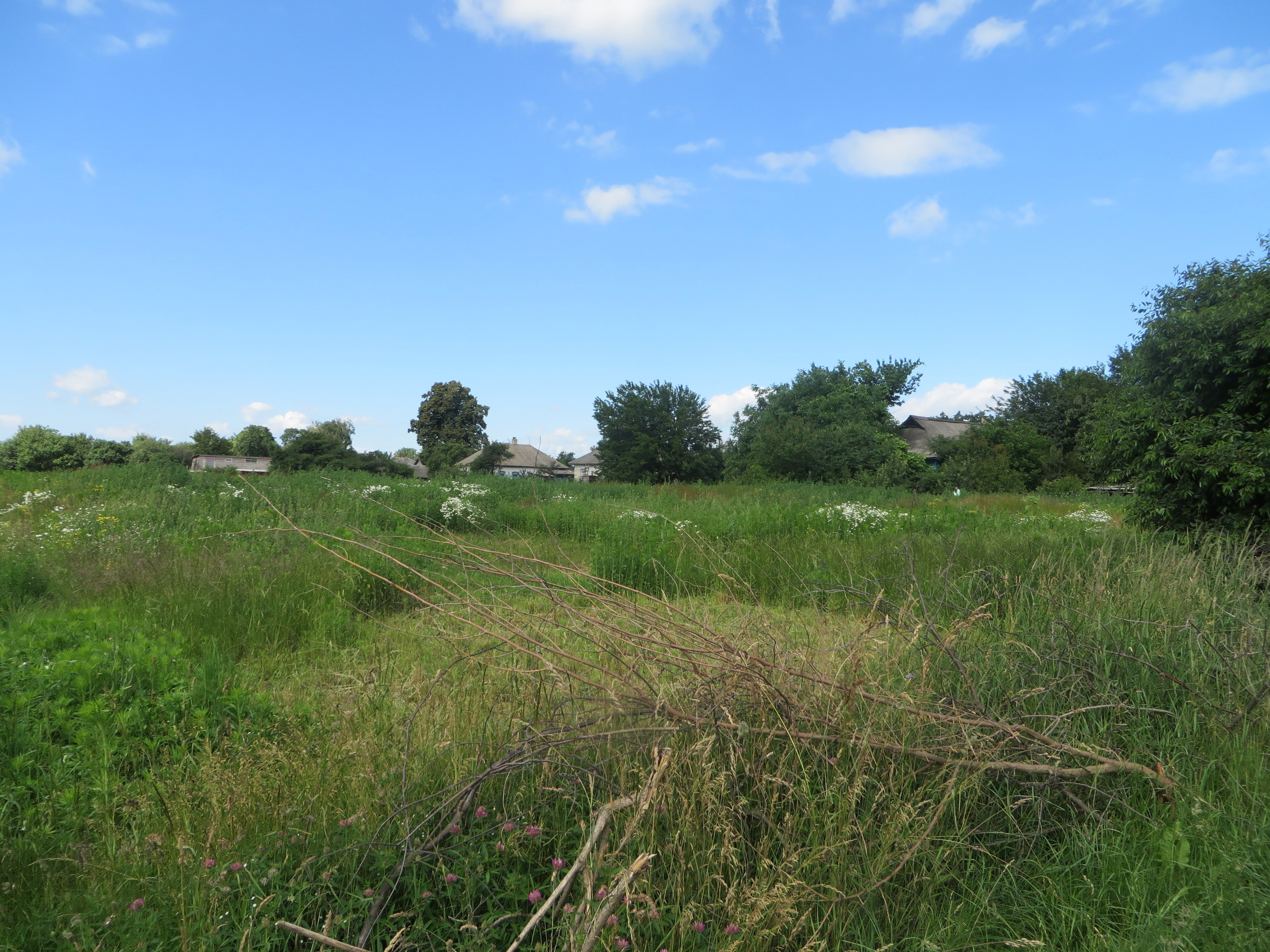
за селом
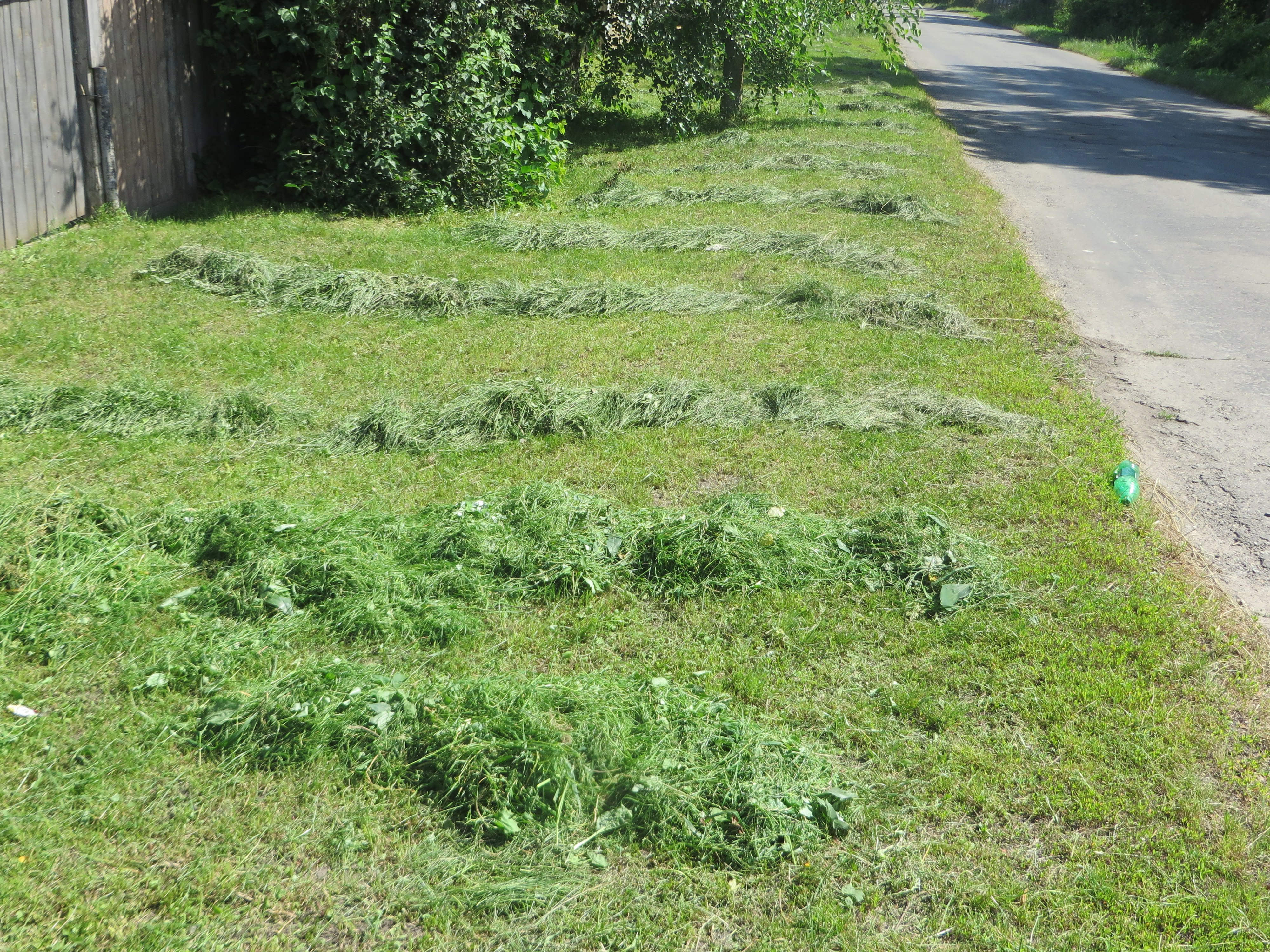
свежие покосы
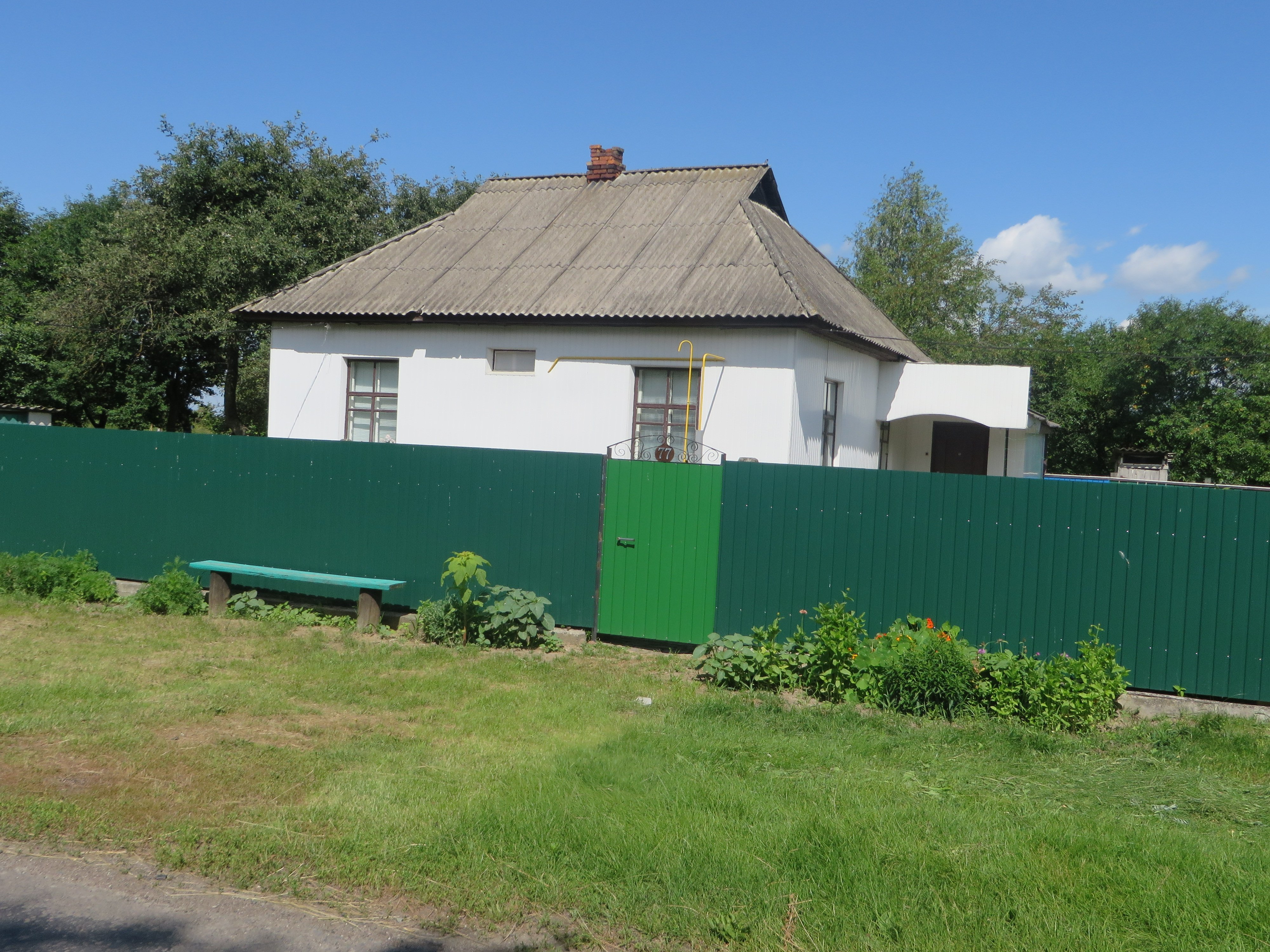
обновленная хата
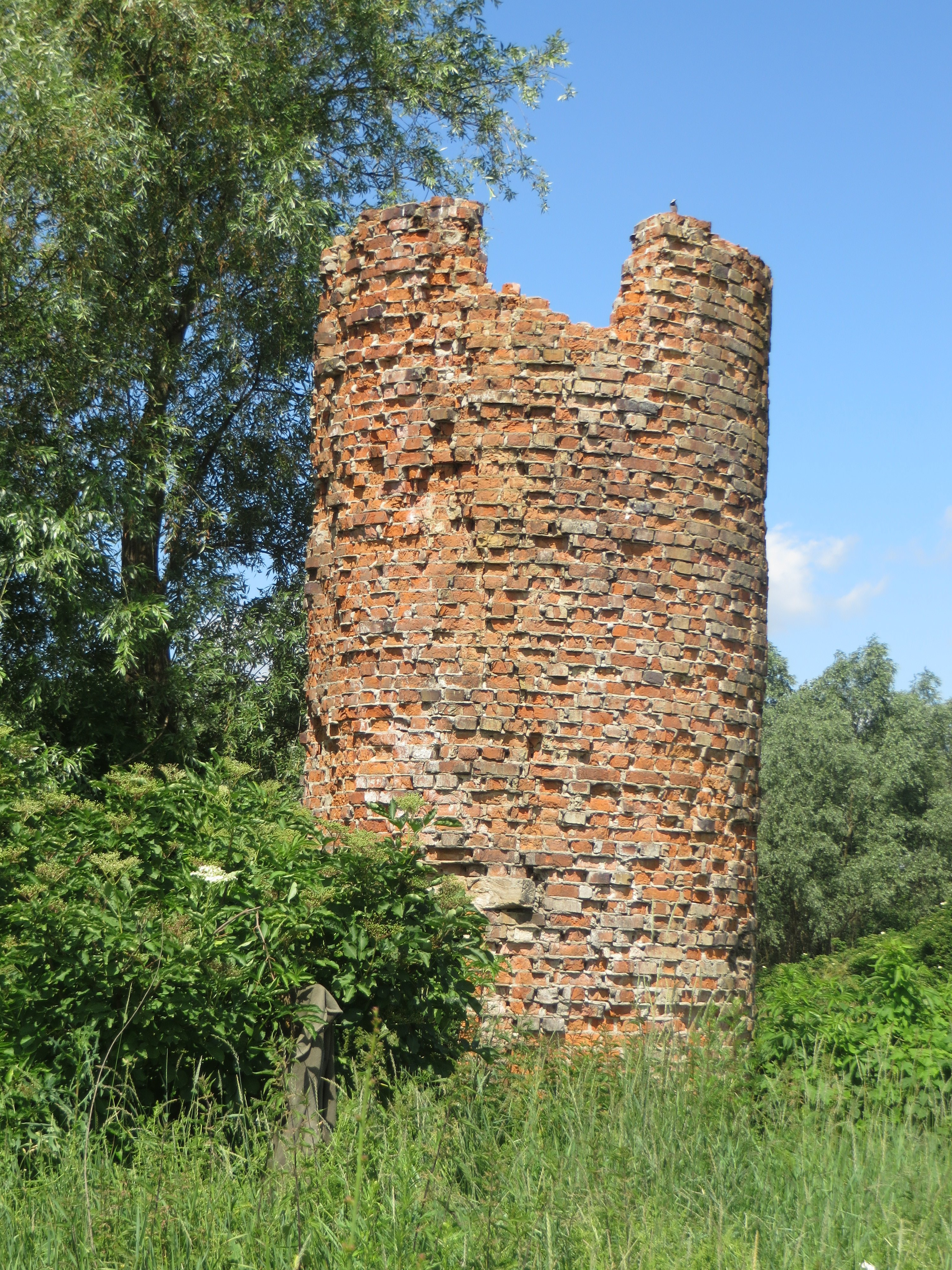
руины водонапорной башни
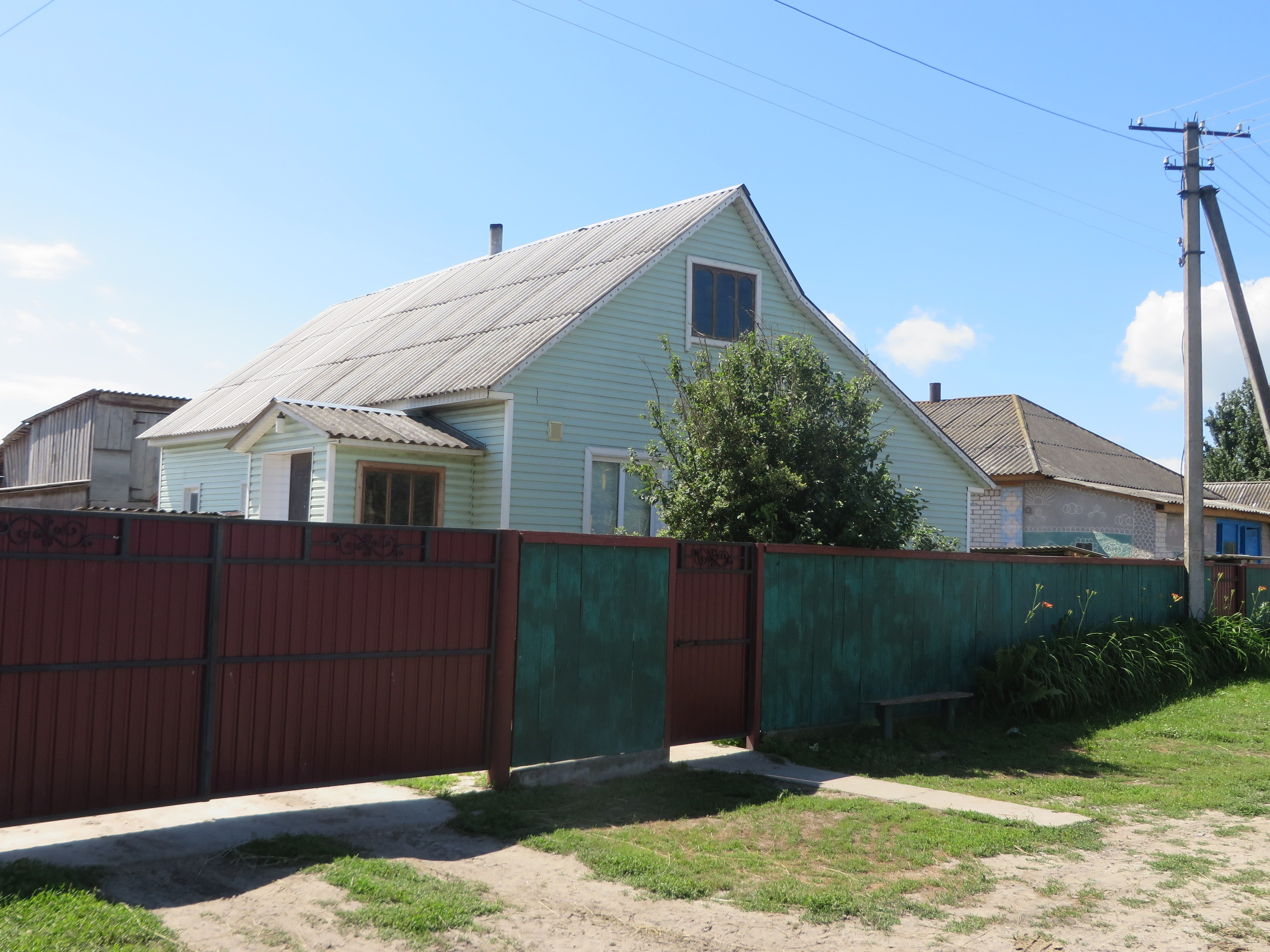
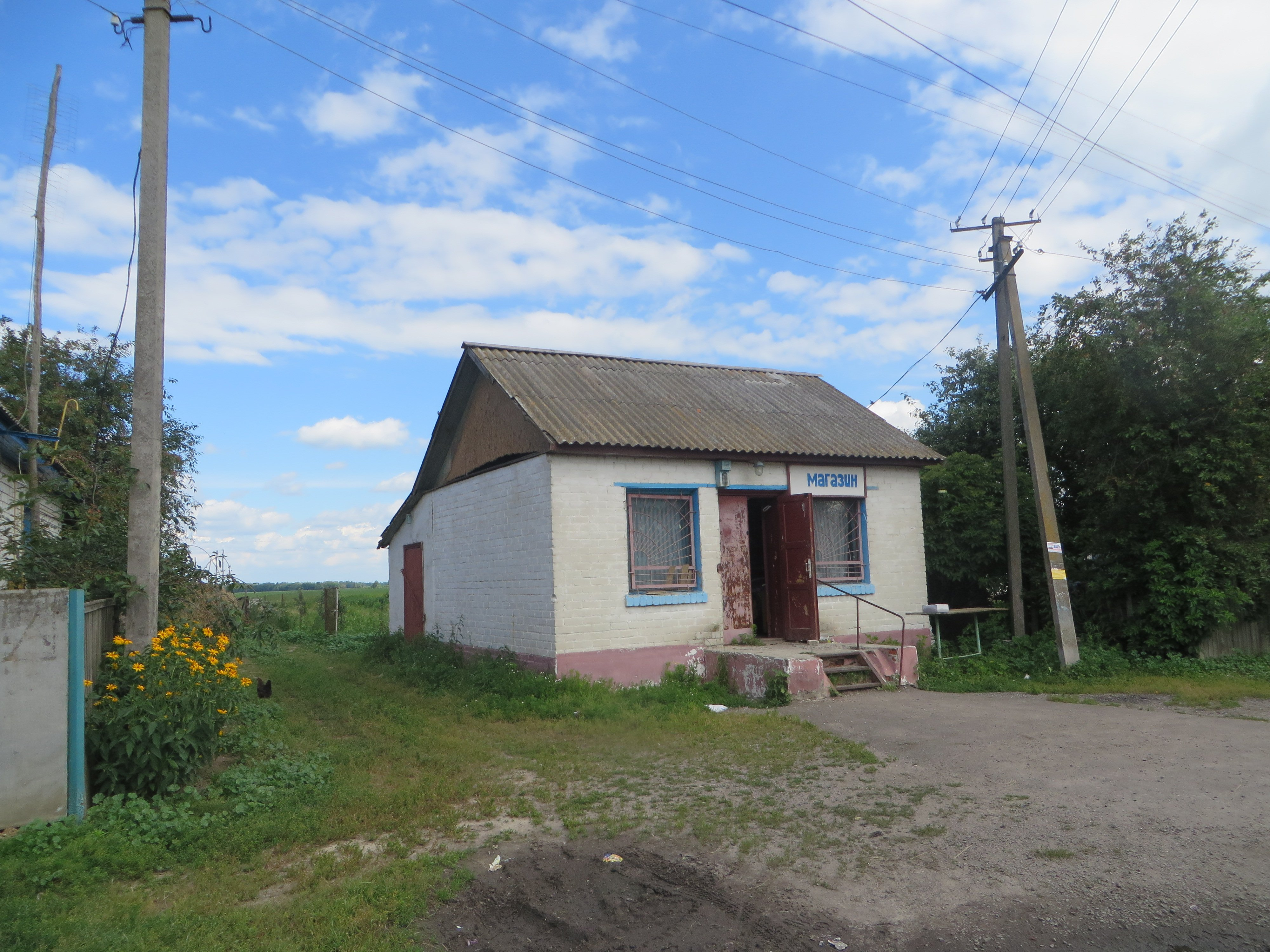
магазин
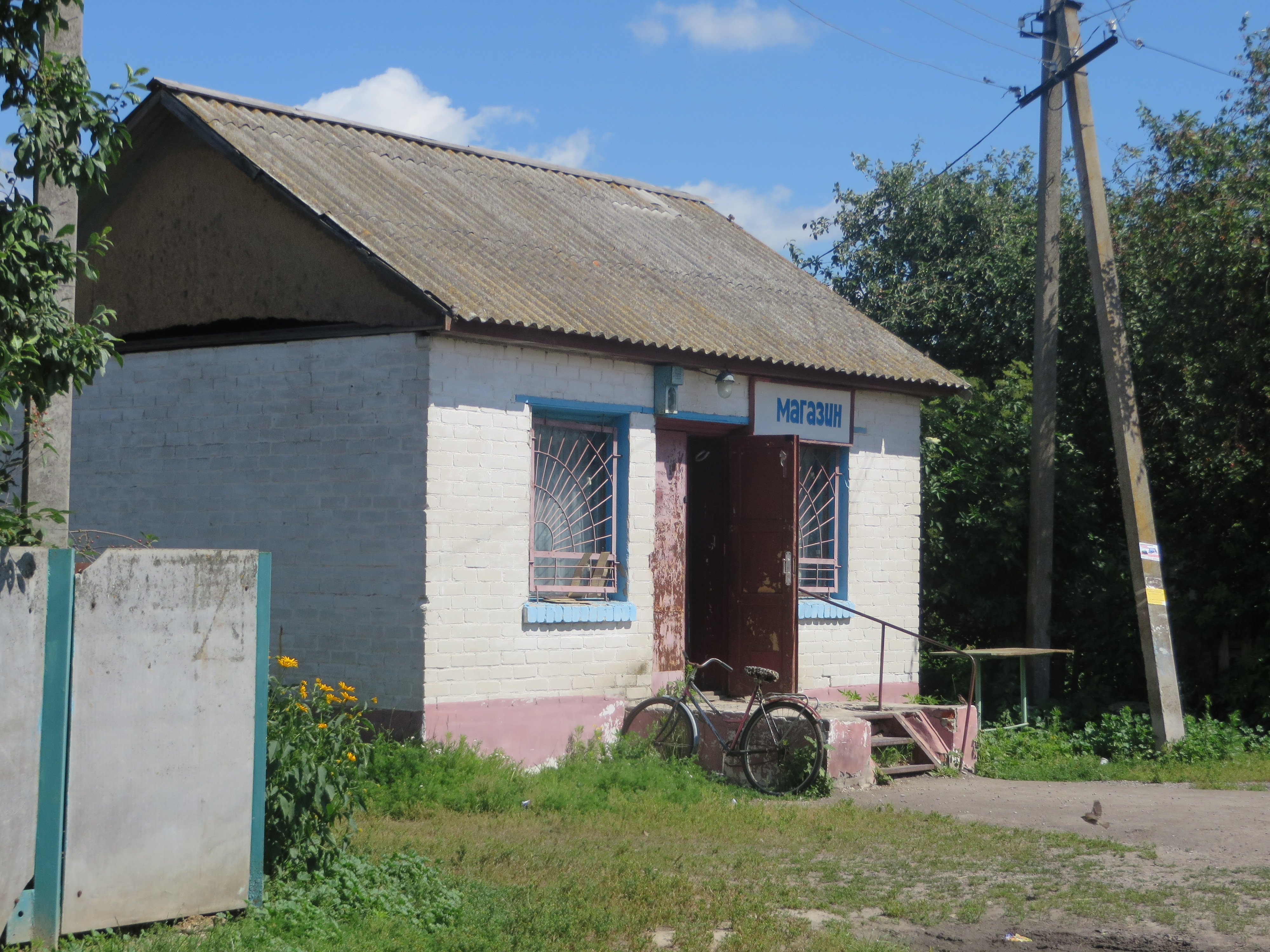
магазин
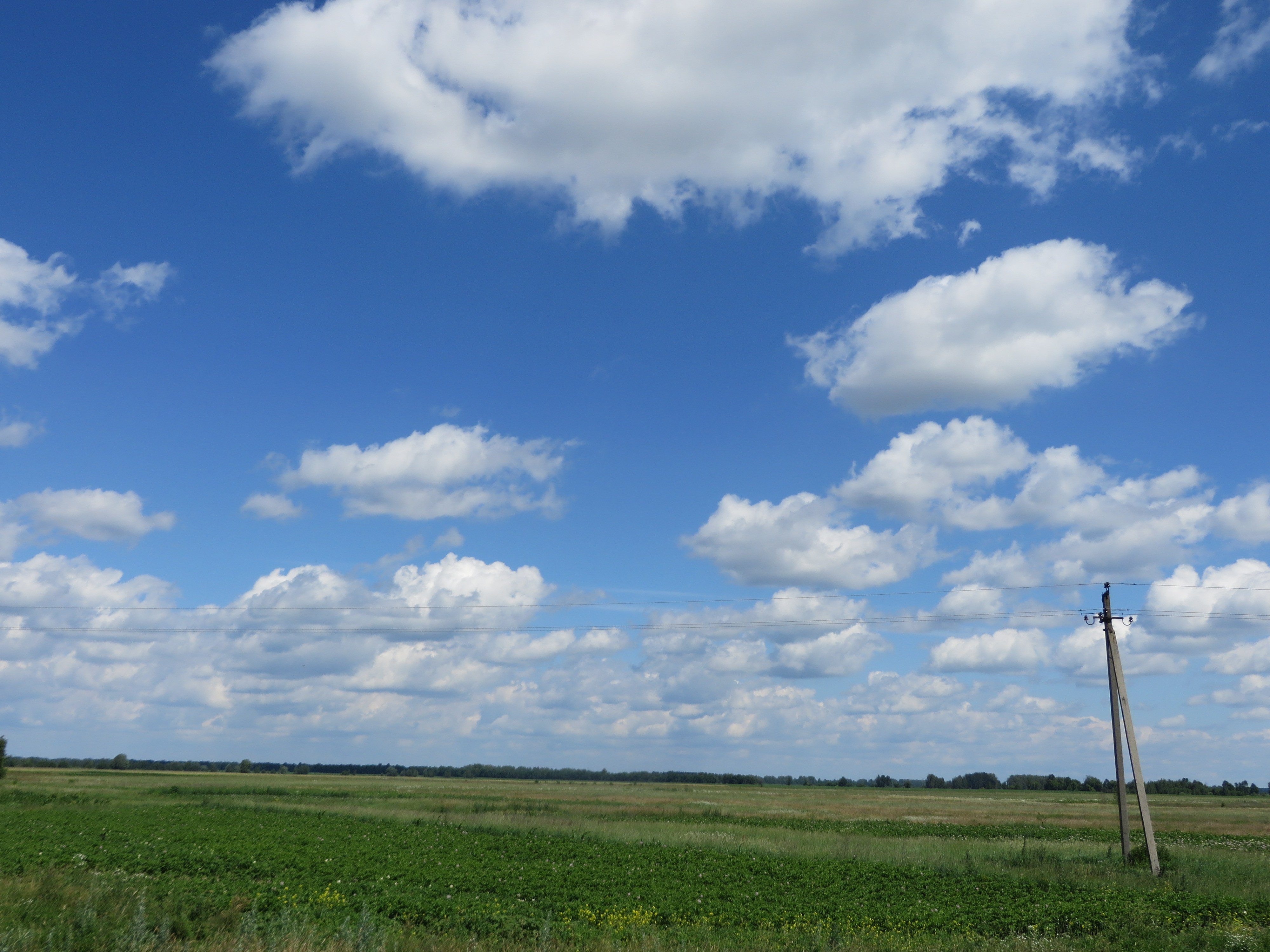
между Пенязовкою и Куликовкой